# Chemnitzer Teilung
Die Chemnitzer Teilung im Jahr 1382 regelte die Erbfolge der wettinischen Landesherren, insbesondere in der Landgrafschaft Thüringen und in der Markgrafschaft Meißen:
Nach dem Tode Friedrich des Strengen, Markgraf von Meißen und Landgraf von Thüringen, entschlossen sich die fünf Erben der wettinischen Länder zu einer Landesteilung. Am 13. November 1382 trafen sie sich dazu in Chemnitz (vermutlich im dortigen Benediktinerkloster) und teilten die Ländereien wie folgt unter sich auf:
1. Teil: Balthasar, Bruder des Verstorbenen, erhielt große Teile der Landgrafschaft Thüringen und zwar: Wartburg, Eisenach, Creuzburg, Markgrafenstein, Salzungen, Lichtenberg, Tenneberg, Gotha, Wachsenburg, Mehlis, Elgersburg, Schwarzwald, Liebenstein, Ballhausen, Grüningen, Weißensee, Tennstedt, Herbsleben, Salza, Thamsbrück, Bischofsgottern, Weimar, Eckartsberga, Finne, Neumark, Buttelstedt, das Geleit zu Erfurt, das Schultheißenamt zu Nordhausen, Wiehe, Schönewerda, Buttstädt, Sangerhausen, Grillenburg, Brandenburg, Großfurra, Brücken, Bendeleben, Rothenburg, Kyffhäuser, Schlotheim, Treffurt, Breitenbach, der Forst zu Gerstungen, Beyernaumburg, Gebesee und das Kloster Sittichenbach.
2. Teil: Wilhelm I. der Einäugige, Bruder des Verstorbenen, erhielt die Markgrafschaft Meißen.
3. Teil: Friedrich der Streitbare, Wilhelm II. der Reiche und Georg, Söhne des Verstorbenen (alle drei bis 1390 unter Vormundschaft ihrer Mutter Katharina von Henneberg), erhielten das Osterland, Landsberg, Pleißnerland, Orlamünde, Kahla, Jena und Naumburg (Saale).
Freiberg blieb unter gemeinsamer Verwaltung.
Die Markgrafschaft Meißen erbten nach Wilhelms I. Tod 1407 seine Neffen Friedrich der Streitbare, Wilhelm II., der Reiche und Friedrich IV., der Jüngere.